# دانشگاه سائو پائولو
دانشگاه سائو پائولو (پرتغالی: Universidade de São Paulo) دانشگاهی در ایالت سائو پائولو برزیل است. این دانشگاه بزرگترین دانشگاه دولتی و معتبرترین مؤسسه آموزشی برزیل و بهترین دانشگاه در بین کشورهای ایبرو آمریکا(کشورهای آمریکای اسپانیایی‌زبان همراه با کشور برزیل تحت عنوان «ایبرو آمریکا» شناخته می‌شوند) می‌باشد.USP در تدریس، تحقیق و پیشرفت تحصیلی در تمام زمینه‌های علمی مشارکت دارد و طیف وسیعی از دوره‌ها را ارائه می‌دهد. از نظر تحقیق، USP بزرگترین مؤسسه تحقیقاتی در برزیل است که بیش از ۲۵ درصد از مقالات علمی منتشر شده توسط محققان برزیلی در کنفرانس‌ها و نشریات با کیفیت بالا را تولید می‌کند

## رنکینگ
بر اساس نظام رتبه بندی QS که هرساله برترین دانشگاه‌های جهان را اعلام می‌کند این دانشگاه را در رده 121 دنیا و اول برزیل در سال 2022 رتبه‌بندی کرده‌است.در سال ۲۰۱۵ در رتبه‌بندی موضوعی دانشگاه‌های جهان QS از ۳۶ رشته در ۸ رشته در بین ۵۰ دانشگاه برتر بوده‌است و ۲۱ رشته در رتبه ای بین ۱۰۰–۵۱ قرار گرفتند. در طول سال‌ها، QS همواره USP را در میان ۵ دانشگاه برتر جهان لاتین رتبه‌بندی کرده‌است.